# Petaaluse
Koordinaten: 58° 40′ N, 23° 43′ O
Petaaluse (deutsch Pettal) ist ein Dorf (estnisch küla) in der Landgemeinde Lääneranna im Kreis Pärnu (bis 2017: Landgemeinde Lihula im Kreis Lääne).

## Beschreibung
Das Dorf hat 38 Einwohner (Stand 31. Dezember 2011). Es liegt fünf Kilometer südwestlich von Lihula.
Der Ort wurde erstmals 1564 unter dem Namen Pettamala urkundlich erwähnt.